# N666 (België)
De N666 is een gewestweg in de Belgische provincie Luik. De weg verbindt de N690 in Pepinster met de N633 en N697 te Remouchamps. De route heeft een lengte van ongeveer 15 kilometer.
De N666 loopt door een dal waarin verschillende chantoirs te vinden zijn.

## Plaatsen langs de N666
- Pepinster
- Banneux
- Louveigné
- Deigné
- Remouchamps

## N666a
De N666a is een weg in Banneux. De 650 meter lange route gaat over de Rue de l'Esplanade en sluit niet aan op de N666.